# Isfahán
Isfahán o Ispahán (en persa: اصفهان, tr.: Esfahān, pronunciación persa: /esfæˈhɒːn/ⓘ) es una importante ciudad iraní, capital de la provincia de Isfahán. Isfahán tiene una población de cerca de 2 millones de personas, lo que la convierte en la tercera ciudad más grande de Irán después de Teherán y Mashhad, si bien alguna vez fue una de las ciudades más grandes del mundo. 
Isfahán es una ciudad importante, en tanto se encuentra en la intersección de las dos rutas principales norte-sur y este-oeste que atraviesan Irán. Isfahán floreció entre 1050 y 1722, particularmente en los siglos XVI y XVII bajo la dinastía safávida periodo durante el cual se convirtió en la capital de Persia por segunda vez en su historia durante el reinado del sah Abás el Grande. Incluso hoy, la ciudad conserva gran parte de su gloria pasada. 
Es famosa por su arquitectura perso-islámica, grandes bulevares, puentes cubiertos, palacios, mezquitas con azulejos y minaretes. Isfahán también tiene muchos edificios, monumentos, pinturas y elementos históricos. La fama de Isfahán resultó en el proverbio persa "Esfahān nesf-e-jahān ast": Isfahán es la mitad del mundo.
Isfahán está situada en el amplio valle del río Zayandeh, en la transición entre los montes Zagros y la meseta iraní, a 1590 metros sobre el nivel del mar.  Posee un clima templado, con estaciones definidas; la temperatura varía entre los 2°C y 28 °C —con una máxima registrada de 42 °C y una mínima histórica de −19 °C— y tiene un promedio de 355 mm de precipitaciones por año.
La plaza de Naghsh-i Jahan, así como la Gran Mezquita de Isfahán, fueron declarados Patrimonio de la Humanidad por la Unesco, clasificación que también posee el palacio de Chehel Sotún como parte de la tradición del jardín persa. La ciudad también posee una extensa variedad de sitios construidos entre los siglos XI y XIX, donde se puede apreciar la arquitectura islámica del Imperio safávida.

## Demografía
| Gráfica de evolución de Isfahán entre 1870 y 2016 |
|                                                   |
| Fuente:Citypopulation.                            |

Isfahán es la tercera ciudad más poblada de Irán después de la capital Teherán y Mashhad.

## Geografía

### Situación
Isfahán se encuentra en el  corazón de Irán (32°40′N 51°40′E / 32.667, 51.667), a 1574 metros, al este de la cadena Zagros. Isfahán fue fundada en la llanura del río Zayandeh (cuyo nombre significa «río de dar vida»), en sus orillas. Este sitio es un oasis en medio de la meseta árida iraní, a 340 kilómetros al sur de Teherán.
Isfahán se encuentra en el centro de las carreteras que cruzan Irán de norte a sur o de este a oeste, en las rutas comerciales entre China y el Imperio  Otomano, y entre Persia] y Rusia. Esta posición estratégica económicamente hablando, la fertilidad de las tierras que rodean la ciudad, el clima,  más fresco por la altitud, así como la presencia de abundante agua en un país árido han sido factores decisivos para su desarrollo y también para mantener esta ciudad como un centro urbano que ha sobrevivido a ciclos de prosperidad y declive.

### Hidrografía

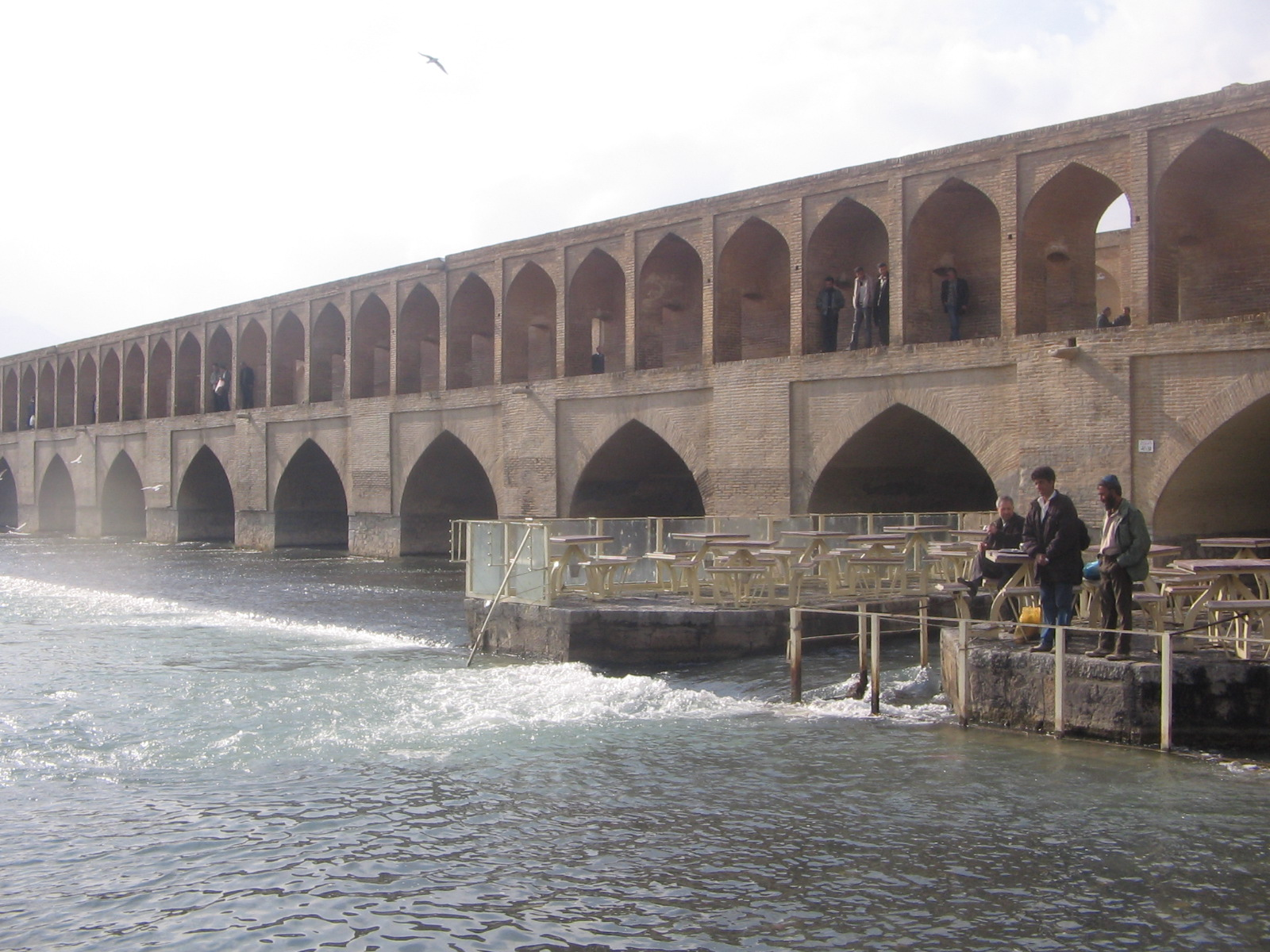
El río Zayandeh en el Puente de Allahverdi Khan.

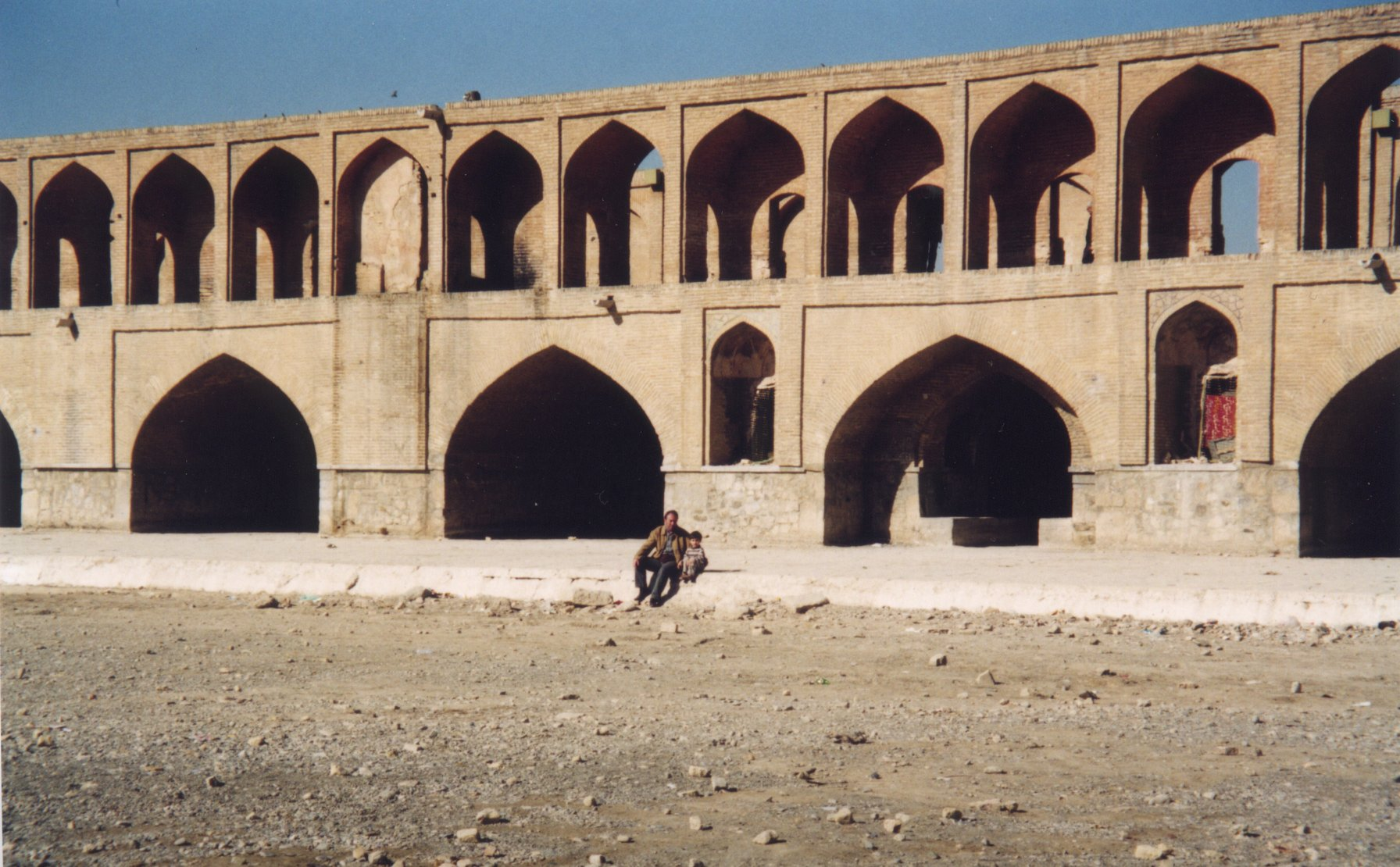
El río Zayandeh en periodo de sequía en marzo de 2001.

El río Zayandeh, uno de los pocos grandes ríos permanentes en la meseta iraní, desemboca en el lago salado Gavjuní) hacia el desierto. La cuenca del río Zayandeh se extiende a 90 kilómetros al norte de Isfahán y los vientos fríos soplan desde el norte y refrescan la cuenca. Esta cuenca, que cubre 41 500 km2 en el centro de Irán, está vinculada a la historia de Isfahán. De hecho, la ciudad de Isfahán es el centro de esta cuenca. Esta posición le dio parcialmente su importancia histórica y económica en la historia del país. El caudal de agua del río aumentó en un 50 % (que representa 790 millones de m3) en los últimos años del siglo XX gracias a la construcción de dos acueductos que conducen el agua de Kuhrang al río Zayandeh.
Una red artificial, cuyos componentes se llaman madi, pequeños canales, se ha utilizado al menos desde el siglo XVII para proporcionar agua a los habitantes y a los cultivos de la ciudad y sus alrededores. Diseñada por Bahā al-dīn al-Āmilī, un ingeniero de Abás el Grande, esta red consta de 77 madis en la parte norte, y 71 en la parte sur del río Zayandeh. En 1993, la red suministró el 91 % de las necesidades de agua agrícola, el 4 % de las necesidades industriales y el 5 % de las necesidades de la ciudad. Según un estudio realizado por investigadores iraníes, el 35 % de esta red fue destruida con la modernización de la ciudad desde la década de 1960.
Parte del agua del río Zayandeh fue desviada en 2001 aguas arriba de Isfahán, causando una fuerte caída en el caudal del río en la ciudad.
El río ha estado seco desde el año 2000, excepto por algunos períodos cortos, principalmente debido a la sequía y a la falta de regulación en la agricultura. En 2021, se organizaron manifestaciones para exigir a las autoridades soluciones para devolver el agua al río, incluyendo a los agricultores de la región.

### Clima

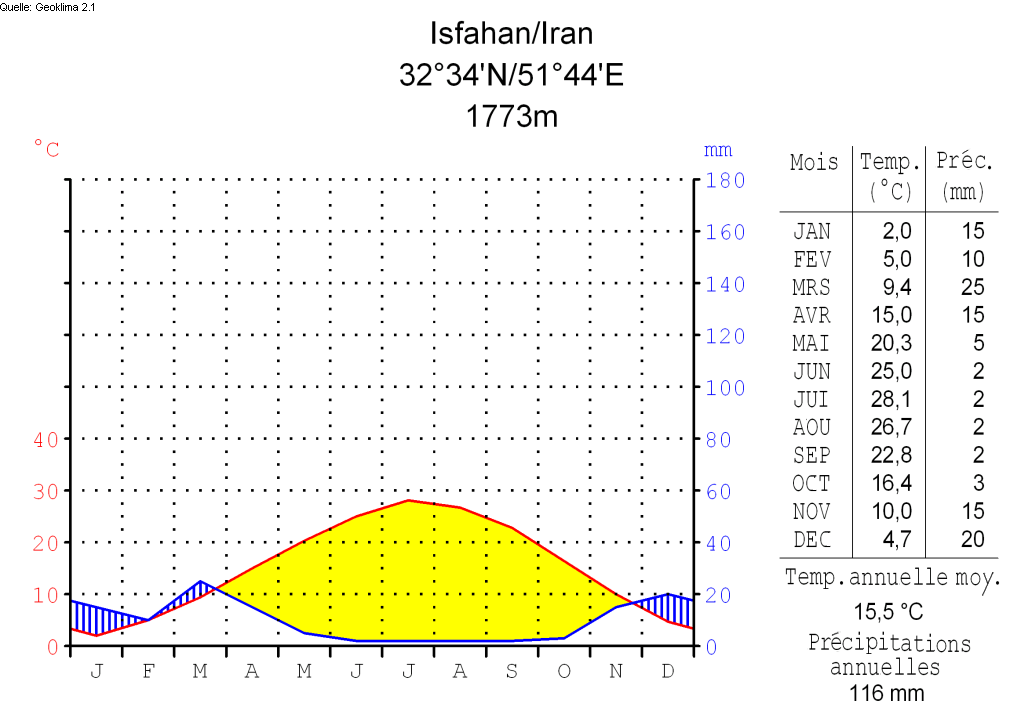
Diagrama climático de la región de Isfahán.

El clima de Isfahán y la región circundante es semidesértico con un período de sequía de abril a noviembre. La precipitación media anual es de 130 milímetros, la mayoría de las cuales se producen durante los meses de invierno, entre diciembre y abril, en forma de nieve o lluvia. Durante el verano, no hay precipitaciones. La diferencia entre verano e invierno en cuanto a temperaturas es notable, con un promedio de 30 °C en julio y 3 °C en enero. El potencial anual evapotranspiración es 1500 milímetros por año, haciendo imposible cualquier forma de agricultura sin irrigación.
| Mes                                                                             | Ene   | Feb   | Mar  | Abr  | May  | Jun  | Jul  | Ago  | Sep  | Oct  | Nov  | Dic  | Año   |
| Media de las temperaturas mínimas (°C)                                          | -2,7  | -2,2  | 3,8  | 7,2  | 12,7 | 16,6 | 18,8 | 17,2 | 12,2 | 7,2  | 1,6  | -1,1 | 7,6   |
| Media de temperaturas máximas (°C)                                              | 10    | 11,1  | 17,7 | 22,7 | 28,3 | 35   | 37,2 | 35,5 | 32,7 | 25,5 | 17,2 | 11,1 | 23,6  |
| Temperatura mínima absoluta (°C)                                                | -13,8 | -13,3 | -5,5 | -2,2 | 5,5  | 12,7 | 11,1 | 10,5 | 6,6  | -2,7 | -7,7 | -8,8 | -13,8 |
| Temperatura máxima absoluta (°C)                                                | 21,1  | 18,8  | 23,8 | 31,1 | 35   | 42,2 | 41,1 | 41,6 | 38,3 | 32,7 | 23,8 | 18,3 | 42,2  |
| Precipitationes (en mm)                                                         | 22    | 11    | 15   | 9    | 8    | 1    | 0    | 1    | 1    | 1    | 9    | 17   | 95    |
| Días de lluvia                                                                  | 2     | 1,2   | 1,4  | 1,0  | 0,8  | 0,2  | 0    | 0,2  | 0,3  | 0,3  | 0,9  | 1,6  | 9,9   |
| Días con helada                                                                 | 23    | 22,2  | 5,2  | 0,4  | 0,0  | 0,0  | 0,0  | 0,0  | 0,0  | 0,7  | 10,6 | 21,7 | 83,8  |
| Fuente : Météo France Archivado el 26 de septiembre de 2007 en Wayback Machine. |       |       |      |      |      |      |      |      |      |      |      |      |       |

## Historia

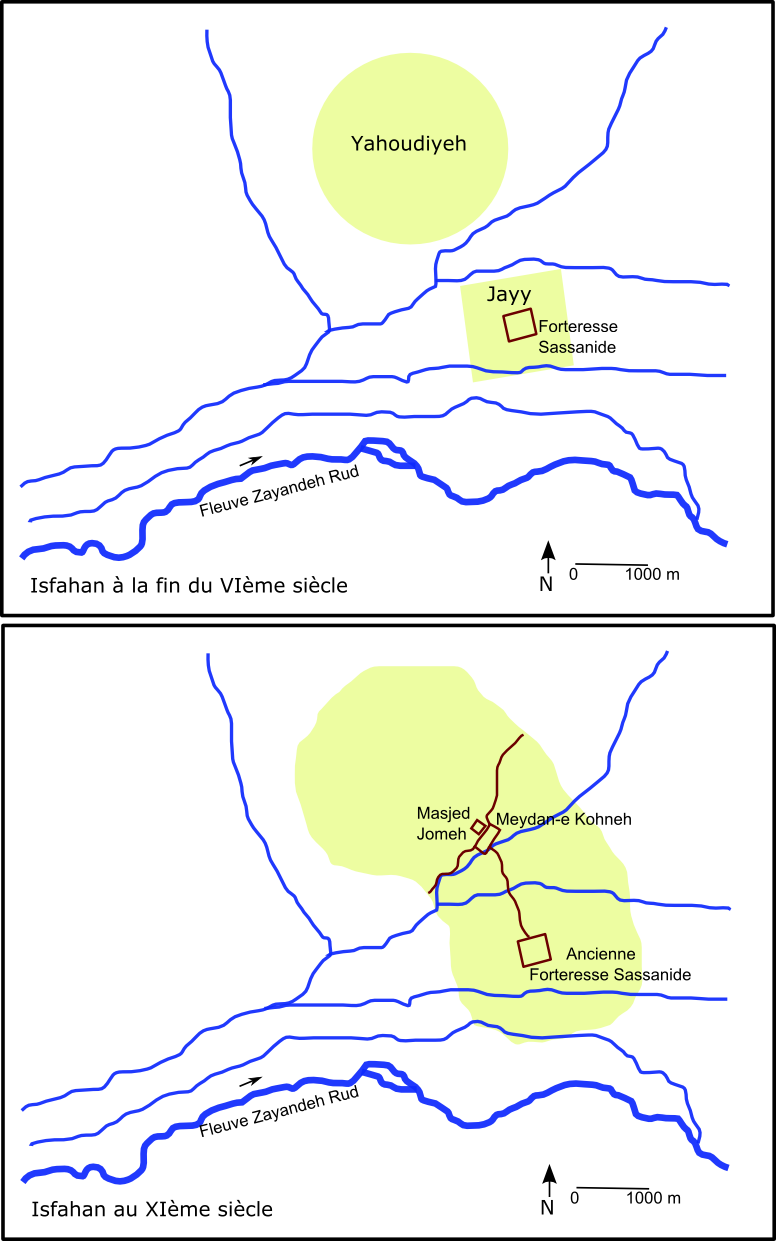
Dos esquemas de la ciudad en el período presafávida.

### Período preislámico
El período en el que se fundó Isfahán sigue siendo incierto, pero los historiadores coinciden en que, en vista de su ubicación privilegiada en el centro de la meseta iraní, la ciudad de Isfahán sería uno de los primeros centros urbanos establecidos en la meseta iraní. Una ciudad llamada «Gabe» o «Aspadana», cuya existencia es atestiguada por fuentes aqueménidas, puede ser anterior a Isfahán, pero esta hipótesis no ha sido demostrada arqueológicamente. Por otra parte, se reconoce que Isfahán era el centro de una de las provincias del Imperio sasánida; una sede militar en el centro del Imperio, conocida como «Asfahan», es atestiguado por inscripciones en monedas sasánidas que datan del siglo IV.
La información sobre la ciudad de Isfahán en el período preislámico es proporcionada por historiadores árabes y geógrafos del período islámico temprano. Isfahán consistía entonces en dos sitios casi distantes: «Jay» o «Jayy», la sede de los gobernadores sasánidas, y «Yahoudiyeh» (o «Yahudiyeh»), la ciudad judía. Mientras Jayy servía como centro administrativo y militar, Yahudiyeh albergaba los hogares de la gente. Un grupo de prósperas aldeas alrededor de Yahudiyeh en el oasis de la zona (Yaran, Khushiinan, Karan, Televajgun, Khujan, Sunbulan, Ashicaban y Felfelan). Un segundo «satélite» estaba situado a cuatro kilómetros de la primera con dos aldeas llamadas Juzdan y Lublan.
La fundación de la ciudad de Jayy es sin duda debido a los sasánidas. Heinz Gaube sugiere que fue Cosroes I quien habría construido edificios dentro del recinto fortificado que tenía torres cada cuarenta o cincuenta metros y cuatro puertas situadas en la trayectoria estacional del sol (llamadas Khur, Isfis, Tir y Yahoudiyeh). La estructura de Jayy, según los historiadores árabes, ya tenía una plaza central y un mercado cercano.
El nombre «Yahoudiyeh» proviene del asentamiento judío de la ciudad. Su origen es más antiguo que el de Jay. Algunas fuentes dicen que la ciudad fue fundada por una reina sasánida que estableció allí familias judías. Según otras fuentes, el asentamiento judío se remonta a Nabucodonosor II, cuando los judíos se establecieron en un lugar llamado «Ashkahan», que sigue siendo el nombre de uno de los barrios del antiguo Isfahán. También es muy probable que el emperador sasánida Sapor I deportase a varios miles de familias judías de Armenia a Isfahán alrededor del año 386 d. C., para poder establecer su poder sobre Armenia.

### Desarrollo urbano del período islámico

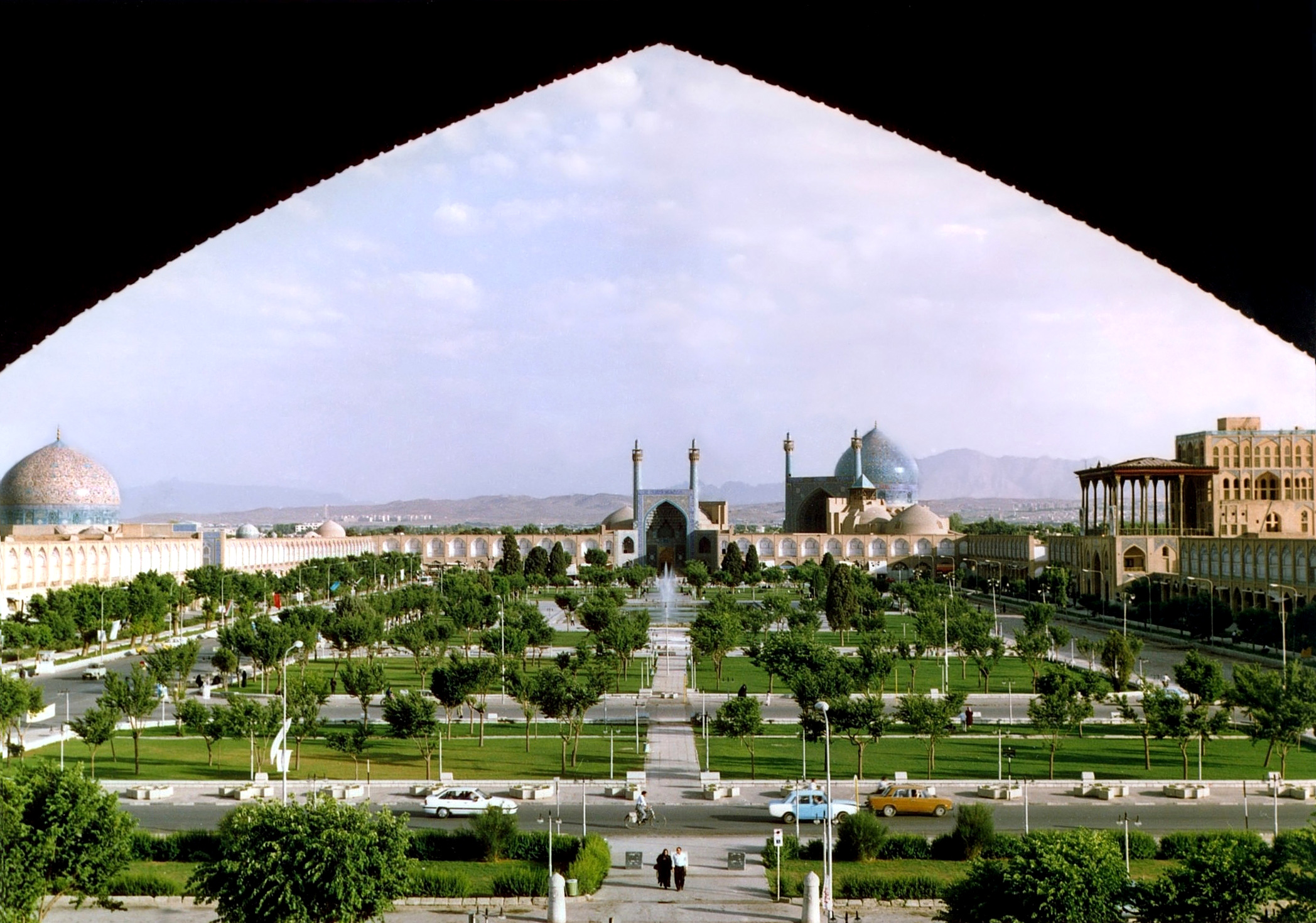
Plaza de Naghsh-i Jahan.

En 644, tropas árabes originarias de Basora conquistaron fácilmente los centros urbanos de Jayy y Yahudiyeh en Isfahán, cuya defensa estaba mal organizada. Se hacen acuerdos para salvar la vida de los habitantes y asegurar sus posesiones a cambio del pago de un tributo. Los árabes crearon una guarnición en Jayy, que perdió su importancia política.
El gobernador abásida de la región estableció su cuartel general en Khāshinan desde 772, una de las aldeas en las afueras de Isfahán, cerca de Yahudiyeh. Fue en esta época cuando se construyó la primera mezquita. Poco después, la extensión tanto de Khāshinan como de Yahudiyeh condujo a su reunión: la construcción de una «Masjed-e Jomeh» («Mezquita del viernes») es necesaria y se establece un bazar a partir de 773.
En 935, los búyidas, una dinastía musulmana de origen iraní, tomó Isfahán. Emprenden la fortificación de la ciudad para convertirla en un centro político de su territorio: muros de fortificaciones con doce puertas, mezquitas, ciudadela, biblioteca y amplían el bazar. En esa época, los diversos distritos de la ciudad fortificada correspondían a los antiguos pueblos del oasis de Isfahán.
Durante la invasión de los selyúcidas y las guerras posteriores con los búyidas, Isfahán fue destruida. La ciudad fue tomada por Tugrïl Beg a principios del siglo XI. Fue Malik Shah I el que reconstruyó Isfahán y la convirtió en su capital después de su ascensión al poder en 1073, reemplazando así a Ray (Teherán). Esta vez, bajo el impulso de Nizam al-Mulk (famoso visir de Malik Chah), fue un período de gran prosperidad para la ciudad. Los ingresos del inmenso imperio selyúcida se utilizan para hacer de la ciudad un importante centro artístico y científico. Se fundan escuelas como la de Nizamiyya o la de Avicena e irradian en la civilización islámica; Omar Khayyam dirigió el observatorio de Isfahán desde 1074 y creó el Calendario Persa que todavía está en uso hoy en día.
La plaza central de la ciudad de Seljuku es la actual Plaza vieja de Isfahán, situada en la ubicación de una gran plaza de tiempos preislámicos, cerca del bazar y de la presente Gran Mezquita de Isfahán. Los Selyúcidas embellecen la ciudad y aún quedan algunos edificios de la época: además de la mezquita del viernes, se puede mencionar las tumbas de Malik Shah y Nizam al-Mulk y los minaretes Ali, Sarban, Paminar, Ziyar y el de las Cuarenta Hijas.
Isfahán fue tomada por el imperio mongol alrededor de 1244, pero no sufrió destrucción; mantuvo su importancia y su actividad económica manteniendo el estatus de capital regional. En 1387, ocurrió la masacre de Isfahán llevada a cabo por Tamerlán. Este último, durante sus conquistas, se encontró con la resistencia de la ciudad, que se rebeló y se negó a pagar el tributo que quería imponer. En represalia, ordenó a su ejército que le entregara las cabezas de 70 000 isfahaníes construyó una columna hecha de sus cráneos.

### Isfahán, capital del Irán de los safávidas

Isfahán en la era sefávida.

Rey en 1588, Abbás I el Grande rápidamente se interesó por la ciudad, que había perdido todo el resplandor que había experimentado en ese momento, nunca se había recuperado de las devastaciones cometidas por Tamerlán unos siglos antes de. Quería convertir a Isfahán en un centro cultural que deslumbrara a los viajeros occidentales (de hecho, durante el período safávida que se desarrollaron los lazos diplomáticos con los países occidentales), pero también mueve la capital de su reino de Qazvín a Isfahán (lo que finalmente hizo en 1598, después de que la ciudad se convirtió en un lugar privilegiado por Abbás para el ocio, especialmente la caza, prefiriendo un lugar menos expuesto a las amenazas del Imperio Otomano y también más central en Irán unificado por su antepasado Ismaíl I, el primer rey safávida y que había decidido convertir a Irán al chiismo imamí.
Como urbanista "riguroso y autoritario Abbás comienza desplazando por la fuerza a varios miles de armenios de Yolfa (Noroeste de Irán), donde eran hostigados por los turcos otomanos, y los asentaron en un barrio al otro lado del río Zayandeh, permitiéndoles construir sus iglesias y con la intención de utilizar sus talentos como comerciantes. Él mismo planeó el planeamiento urbano de Isfahán, tal vez inspirado en la villa de Herat, entonces todavía centro cultural de Irán (hoy en Afganistán). En 1590, Shah Abbás comenzó las obras de la plaza Naghsh-e Yahan ("vista del mundo"), al este de un jardín selyúcida del mismo nombre, destinado a hacerse cargo de las funciones principales de la Plaza Vieja: la Puerta Qeysarieh conduce al bazar, que se amplía para alcanzar el extremo norte del cuadrado, que mide 512 metros de longitud por 159 metros de anchura wide y estará rodeada al oeste por un complejo palaciego en el sitio del jardín selyúcida, al que se accede por la puerta Ali Qapou ("la puerta alta"), terminada en 1615 antes de las obras de 1644, al sur por la mezquita del Shah (cuya construcción comenzó en 1611-1612) y al este por la  Mezquita del jeque Lotf Allah (completada en 1618-1619). Alrededor de la plaza se construyen tiendas en dos plantas en todo el espacio dejado libre entre los edificios, rodeado por un paso cubierto como en el bazar. El ala occidental está dedicada a almacenes que suministran a los almacenes reales (mercancías de lujo, oro y joyas), y el ala sur a libreros, encuadernadores y comerciantes de cuero; los artesanos se concentran en el ala este y el ala norte alberga lugares públicos (café y hoteles).
En 1596, Shah Abbás también comenzó la creación de la avenida Tchaharbagh, una amplia avenida plantada con árboles (en su mayoría plátanos y álamos) desde el oeste de los palacios al sureste hacia el río Zayandeh. Esta avenida ostentosa, de aproximadamente 1600 metros, comienza en la plaza Djahan-Nama («Jahân-Nam», «vista del mundo»); está bordeada por palacios y residencias reales o pertenecientes a miembros de la corte, se extiende hasta el puente Allahverdi Khan y más allá del río hasta el Jardín Bagh-e Hezardjerib, construido sobre un cuadrado  de 116 metros de lado. El bulevar estaba entonces bordeado a cada lado por jardines rectangulares cerrados, llamados «Jardines de los visires», de tamaño y profundidad equivalentes en relación con el bulevar de aproximadamente 180 metros. Estos jardines eran propiedad de destacados miembros de la corte y todos tenían un pabellón en su centro.
En el barrio noroeste de la ciudad recién creada, nuevos barrios fueron surgiendo en un patrón de grandes islas rectangulares. Al otro lado del río, en el barrio llamado «Nuevo Yolfa», los armenios establecieron su barrio en un marco flexible que dejaba espacio para jardines, viñedos y campos de trigo y adormidera (los armenios que eran cristianos no podían vivir en la ciudad y eran los únicos a los que se permitía producir alcohol). En el barrio sur de la ciudad se estableció la minoría zoroastriana de la ciudad. Alrededor del casco antiguo medieval, los suburbios se extendían mucho más informalmente. La remodelación completa de la ciudad hizo posible distinguir el «viejo Isfahán» y sus callejones tortuosos del «nuevo Isfahán». Stierlin dice de Isfahán que es una "creación artificial de un monarca amante de la belleza que puede manejar sus diseños grandiosos con los datos preexistentes".
En este entorno urbano, el Shah Abbás I organiza  grandes celebraciones colectivas en las que participa toda la población, incluyendo su entrada triunfal después de la captura de Bagdad a los otomanos en 1624. Estos festivales y el cosmopolitismo de la ciudad son descritos por el comerciante ruso Fedot Afanasevich Kotov en su «Ruta de Moscú al Reino de Persia» encargado por el Ministerio de Finanzas de la nueva dinastía Romanov con el fin de desarrollar las relaciones diplomáticas y comerciales entre Rusia y Persia contra el Imperio Otomano.
Isfahán se convirtió efectivamente en la metrópolis de las artes y ciencias islámicas y en el centro de la cultura espiritual en Irán. Los pensadores iraníes del renacimiento safávida que aparecieron en ese momento, incluyendo Mir Damad, Mulla Sadra, Radjab Ali Tabrizi y Qazi Said Qommi, se agrupan bajo el nombre de  la Escuela de Isfahán». Durante el siglo XVII Isfahán contó, según los viajeros de la época, más de seiscientos mil habitantes y fue probablemente una de las ciudades más bellas del mundo. Abbás murió en 1629, y los gobernantes sefávidas que le sucedieron continuaron embelleciendo la ciudad: el palacio Hasht Bihisht fue construido por Solimán I de Persia en 1670, y la Escuela de Tchaharbagh (madrassa) por Husséin de Persia a principios del siglo XVIII. La ciudad tendrá hasta 162 mezquitas, 48 escuelas coránicas, 182 caravasares y 173 baños públicos al final del siglo XVII, en la víspera de la invasión afgana.

### De capital destruida a la modernización
La capital de los sefávidas siempre fue considerada por sus contemporáneos como una ciudad a imagen del paraíso; como se puede ver en las numerosas referencias iconográficas y textuales.

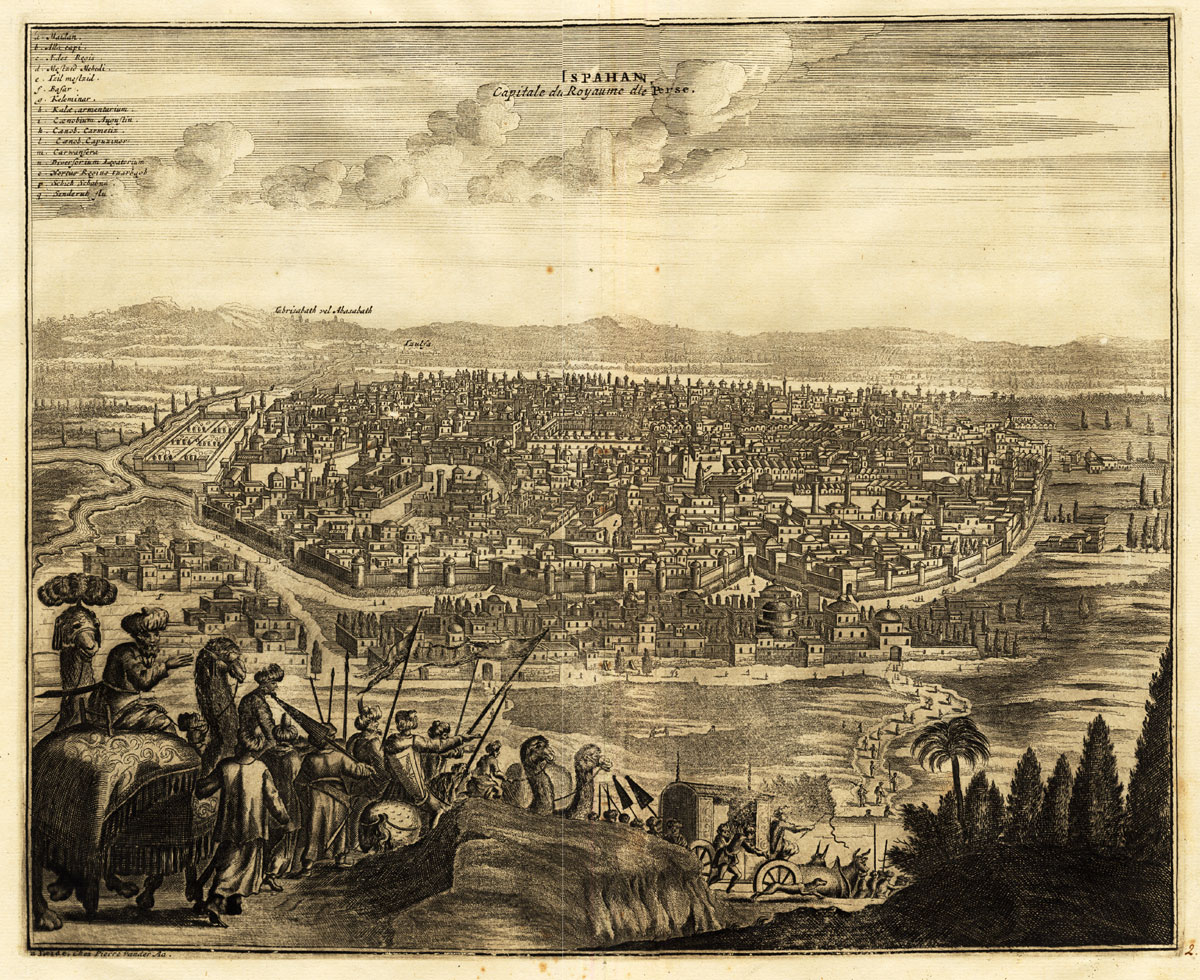
Isfahán hacia 1725.

Durante los últimos años del reinado de Husséin de Persia, los afganos hotaki se rebelaron contra su primo, gobernador de Kabul. Después de matarlo, los afganos sitiaron Isfahán y la tomaron en 1722. La ciudad fue entonces parcialmente destruida y dejó de ser la capital de Irán a partir de ese momento. La población disminuye entonces muy bruscamente. Cuando Joseph Arthur de Gobineau, conde de Gobineau visita Persia a mediados del siglo XIX, escribe que la ciudad contiene solo de cincuenta a sesenta mil habitantes y que «las ruinas abundan allí, y barrios enteros solo muestran casas y bazares en ruinas».

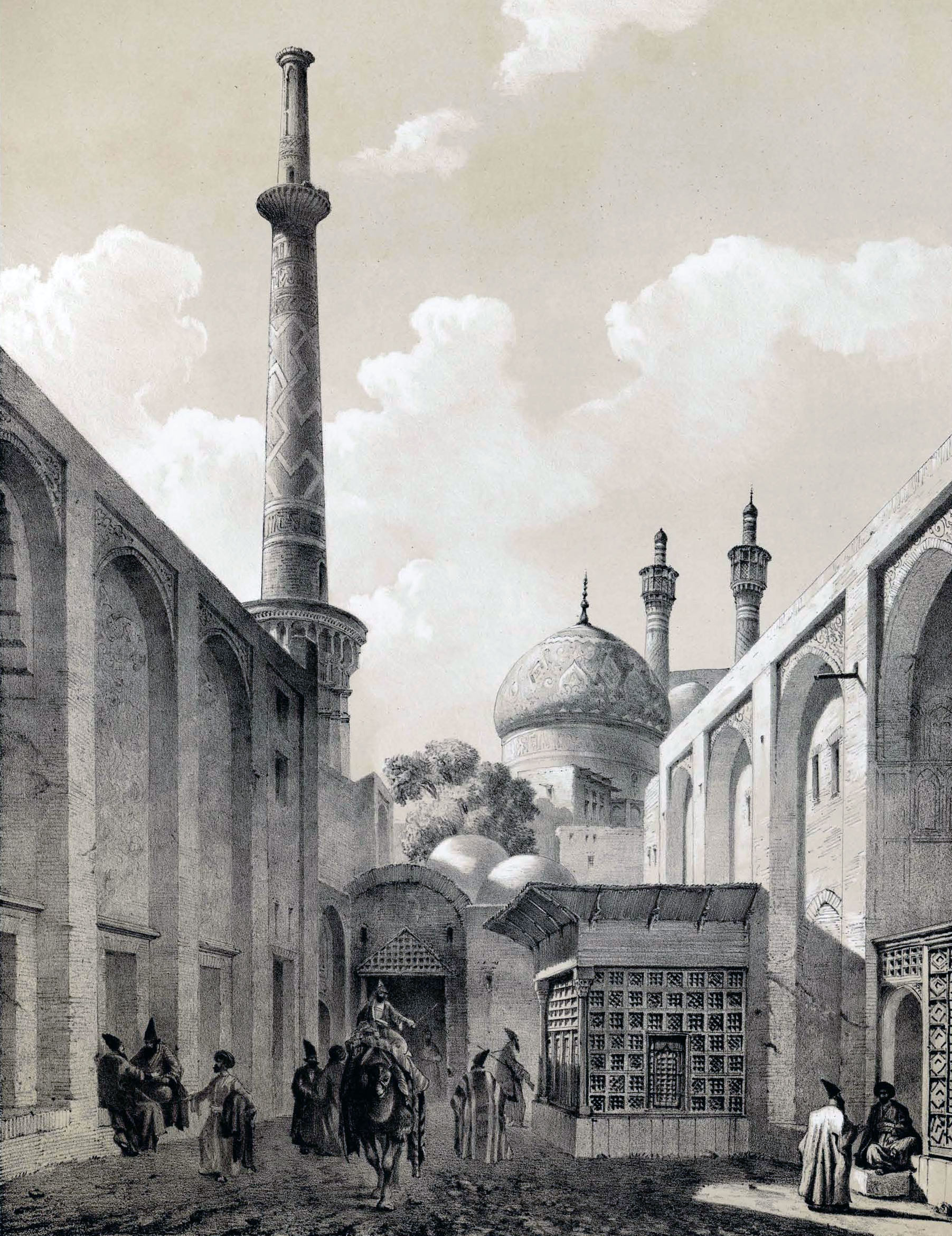
Vista de Isfahán alrededor de 1840 por Eugène Flandin.

Sin embargo, la ciudad todavía está cubierta de jardines en ese momento kayar y todavía se compara con el paraíso. Se usaba en ese momento la metáfora de «Khold-e barin/khuld-i barin» o «Khold-e Paikar» para referirse a Isfahán. Esta expresión fue utilizada por Rostam al Hukama, un columnista nativo de Isfahán, que designa a la ciudad como igual al «Khold-e Barin» en el momento de su conquista por Aga Muhammad Khan al final del siglo XVIII. En la época kayar, Isfahán era la sede del gobernador de la provincia: el más famoso fue Zell-e Soltán, llamado la sombra del rey, y uno de los hijos de Nasereddín Sah Kayar. Zell-e Soltán siguió siendo gobernador de Isfahán desde 1874 hasta la Revolución constitucional iraní. El gobernador reinó duramente sobre la provincia de Isfahán (también fue gobernador de Fars y Mazandaran hasta 1888) y la ciudad estaba en problemas debido a las condiciones económica del país o debido a las luchas entre los Ulemas y el príncipe para asegurar el poder en la ciudad. Por ejemplo, Isfahán conoció la hambruna en 1869-1872. Como Isfahán es también una ciudad donde la población bahai es importante desde 1874, la política de persecución de los bahaíes por los ulemas chiitas y el gobierno fue también el origen de uno de los disturbios en la ciudad: un levantamiento bahaí tuvo lugar en 1874, se organizaron pogromos dirigidos contra ellos en 1903. El estado de decrepitud de la ciudad fue descrito por Jane Dieulafoy en la década de 1880 para los lectores francófonos. Isfahán, durante el período kayar, siguió siendo una importante ciudad provincial, como lo demuestra su importancia económica o artística. En 1891, se inauguró un Consulado General del Reino Unido en Isfahán.
La ciudad y su región están involucradas en la revolución constitucional de Irán. Ya, antes de la revolución misma, las manifestaciones de comerciantes judíos tuvieron lugar en la ciudad entre 1900 y 1905. En 1906, después de la creación del Parlamento de Irán Majlis, se fundó el Consejo Provincial de Isfahán, sirviendo periódicamente en la ciudad. Originalmente llamado «Andjoman-e Moqaddas-e melli-ye Esfahān» («Consejo Nacional Sagrado de Isfahán»), su nombre se convierte en «Andjoman-e velāyati-ye Esfahān» («Consejo Provincial de Isfahán»). Su objetivo es consolidar los primeros logros de la revolución constitucional y trabajar por la ciudad y la economía de la región. El 5 de enero de 1909, en medio de la revolución constitucional, los bajtiaris se apoderaron de la ciudad con un grupo de miles de hombres dirigidos por Saad od-Doulé. Este golpe de fuerza por parte de la etnia bajtiari, que se habían unido a los constitucionalistas, tiene como objetivo asegurar que sus voces se escuchen mejor en el gobierno central. La toma del poder por las fuerzas tribales en las provincias iraníes obliga a los británicos a enviar tropas a Isfahán en 1910-1911.

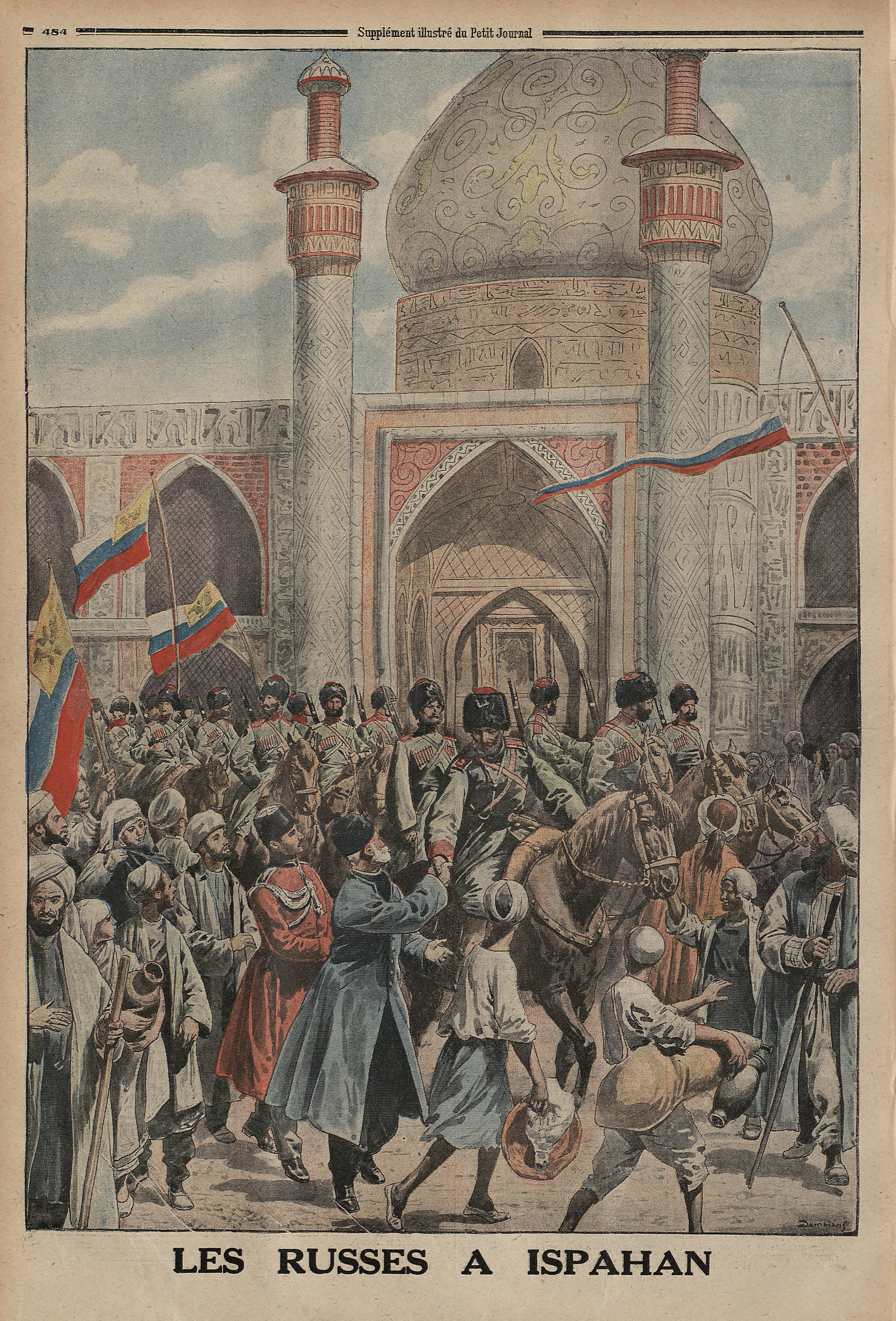
Portada de Le Petit Journal de 23 de abril de 1916 titulada "Los rusos en Isfahán".

Después del Convenio anglo-ruso de 1907, Isfahán fue asignada a la zona de influencia rusa. En 1916, tras la agitación política que siguió a la revolución constitucional, Sir Percy Sykes, al frente de los South Persia Rifles (tiradores de infantería), organizó un desfile militar conjunto con tropas rusas en la Plaza Real para mostrar la alianza entre los dos poderes que apoyaban al poder real en Persia.
Después de la toma del control de Reza Shah en 1925 y su programa de modernización de Irán, se construyó un marco de grandes bulevares en Isfahán como en todas las principales ciudades iraníes en ese período. Estos bulevares se perforan a través del tejido urbano existente. La ciudad y su región sufrieron de nuevo hambre en 1929-1930 debido a un invierno muy duro.

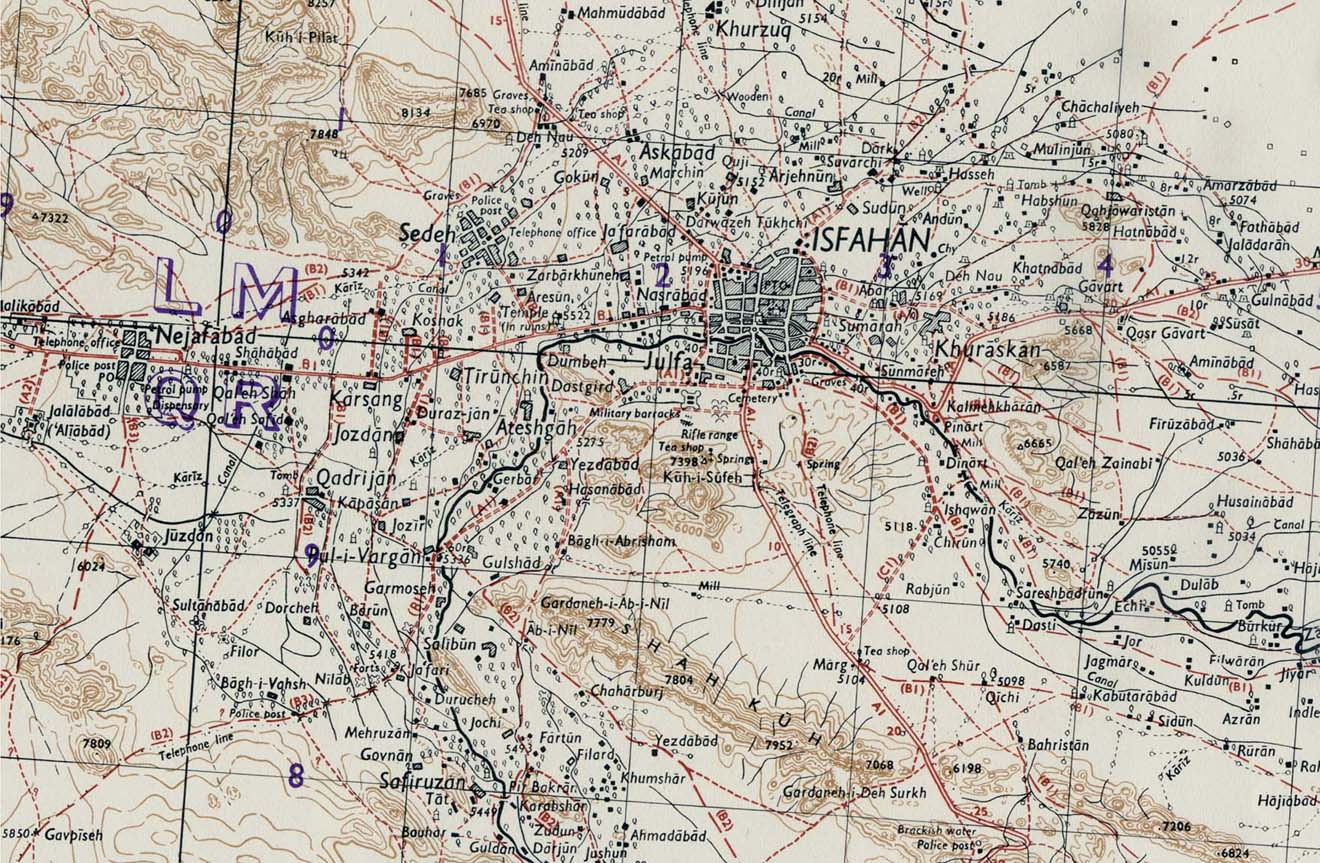
Mapa de Isfahán y su región en 1942.

Isfahán se industrializa en la década de 1930: se construyen fábricas de papel, cemento y azúcar con asistencia técnica alemana. Se construyen fábricas (por ejemplo, textiles) en el sitio de los jardines sefávidas en «Chāhār bāgh-e Bālā», en el lado sur del río Zayandeh.
Los primeros planes de urbanización se pusieron en marcha en la década de 1950-1960 en todo Irán. La necesidad de construir carreteras de una manera planificada se siente entonces fuertemente a medida que el tráfico motorizado ha aumentado significativamente. Bajo el tercer plan de desarrollo del país (1962-1968), un plan general de urbanización para Isfahán fue desarrollado por el arquitecto francés Eugène Beaudouin y Organic Consultants (una empresa iraní) utilizando metodologías occidentales. Este plan tiene por objeto racionalizar la red de carreteras, el uso del suelo y la altura de la construcción. Tiene previsto construir una red de calles y avenidas rectangulares sin consideración alguna por el patrimonio arquitectónico. El plan también incluye proporcionar a cada bloque un centro residencial y espacio para escuelas. Aparte de las principales carreteras, este plan no se aplicará plenamente. En la década de 1980, Naqsh-e Jahan Pars Consultants llevó a cabo otro plan de urbanización; esto tenía la intención de respetar mejor la estructura histórica de la ciudad.

Mapa de Isfahán a principios del.

Desde la segunda mitad del siglo XX, Isfahán ha visto un fuerte aumento de su población y ha absorbido las ciudades y pueblos del oasis para formar una metrópolis de más de 1 600 000 habitantes. Se han construido tres ciudades alrededor de Isfahán desde la revolución iraní: Baharestan, diseñado para 500 000 habitantes, Madjlessi, diseñado para  300 000 habitantes, y Foulad Shahr, diseñado para trabajadores de dos grandes fábricas en las afueras de Isfahán.

## Economía

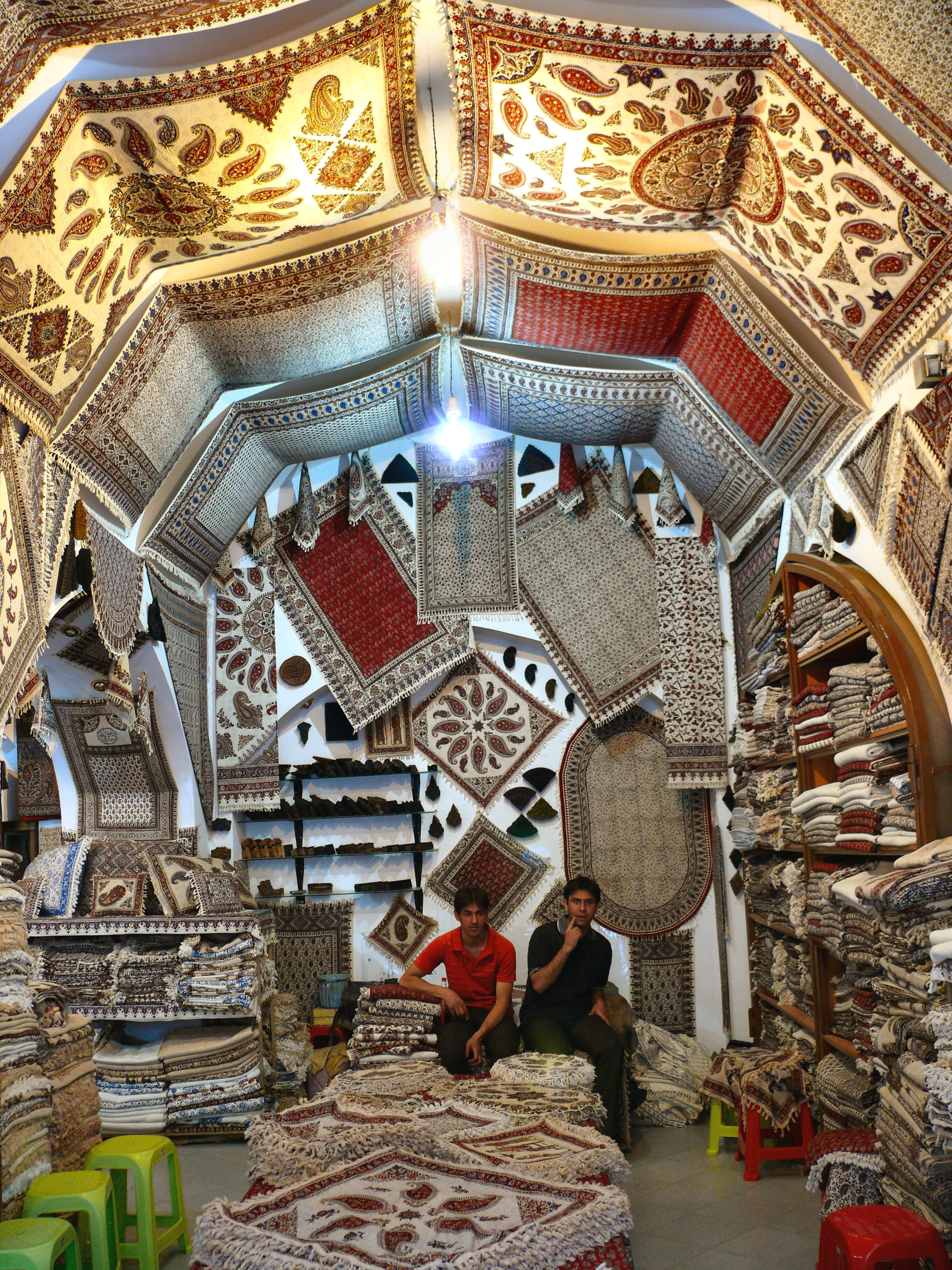
Vista de una tienda textil a mano en Isfahán. La industria textil ha sido uno de los pilares de la industrialización de la ciudad.

Isfahán se encuentra en la intersección de las carreteras que cruzan Irán de norte a sur o de este a oeste, las rutas comerciales entre China, India y Imperio Otomano (incluida la ruta de la seda) y entre Persia] y Rusia. El establecimiento de un monopolio real sobre las mercancías de exportación en la era safávida reforzó aún más la dimensión internacional de la capital iraní de la época. En el siglo XVII, Isfahán fue el primer lugar de acogida de la diáspora india, que cuenta entre 10 y 15 000 comerciantes en esta ciudad.
Durante el renacimiento safávida, Isfahán ganó importancia económica en Irán. La situación de la ciudad en medio de un oasis permitió a este sector tener agricultura de irrigación, más facilitada por los trabajos de acueducto llevados a cabo por Shah Abbás. Los artesanos siempre han producido artículos y utensilios útiles, pero el establecimiento de la capital de los safávidas en Isfahán, así como la influencia cultural de la ciudad, crearon una industria del lujo en ese momento y se producían en abundancia joyas, textiles, alfombras, objetos decorativos y manuscritos. Esta actividad manufacturera de Isfahán continuó hasta la época kayar.
El opio fue una fuente importante de ingresos para Isfahán en 1850 una vez importadas de India las técnicas de producción del opio a gran escala. La producción en esta región era tan importante para Irán que el cultivo del opio sobrevivió al primer decreto ministerial de 1938 que prohibía la producción en casi todas las provincias de Irán, con la excepción de la provincia de Isfahán y Fars, las dos principales regiones productoras. Sin embargo, esta producción cesó con la prohibición del comercio de opio en todo Irán en 1946.

### Industria y alta tecnología
La industrialización de Isfahán data del período Pahlaví como en todo Irán, y se caracterizó por el fuerte crecimiento  de la industria textil; esto le valió a la ciudad el apodo «Manchester de Persia». A finales de la década de 1930, las fábricas textiles utilizaban más de 5300 trabajadores. Este fuerte crecimiento siguió en 1953-1959 en Irán y condujo a la expansión de la industria textil de Isfahán y otras fábricas privadas que producían bienes de consumo para el mercado local y nacional. Durante la llamada revolución blanca, Isfahán se convirtió en un importante centro industrial con el establecimiento de una gran cementera, molinos de azúcar, refinería petroquímica  e industria de armamento.
Desde la década de 1990 y la creación de una importante industria del acero en Irán como parte de una nueva estrategia nacional de industrialización, Isfahán ha sido sede de dos de las mayores industrias de este sector de Irán Mobarakeh y Ahvaz. La producción de la Isfahan Steel Company (Isfahan Steel Co.) fue de 3,6 millones de toneladas en 2005, más las 700 000 toneladas producidas por el «Saba Steel Complex» situado cerca de la ciudad. La economía de Isfahán también produce 710 000 toneladas de cemento anualmente, así como gasolina ya que la ciudad alberga una de las seis refinerías de petróleo del país.

#### Isfahan Nuclear Technology Center
El Nuclear Technology Center en Isfahán fue fundado en 1982 y es un sitio de investigación nuclear que actualmente gestiona cuatro pequeños reactores nucleares proporcionados por la República Popular de China. Está supervisado por la Organización de Energía Atómica de Irán.
El sitio de refinación de uranio de Isfahán convierte uranio concentrado yellowcake (torta amarilla) (óxido de uranio concentrado como U3O8) en hexafluoruro de uranio (UF6) que se enriquece después en Natanz o Fordow. En octubre de 2004, el sitio era operativo a un 70 %.
También está la Zirconium Production Plant(ZPP), una fábrica de producción de circonio, aleación necesaria para producir combustible nuclear para reactores nucleares. Ambos emplazamientos participan en el programa nuclear de Irán.
Isfahán también alberga la «planta de fabricación de combustible (FMP)» que ensambla combustible nuclear para el reactor de investigación IR-40 situado en Arak.
Finalmente, Isfahán alberga la sede de HESA (la Compañía de Producción de Aeronaves de Irán) que produce el IR.An-140, una producción del Antonov An-140 bajo licencia.

### Transporte
Isfahán experimentó un desarrollo muy importante del tráfico motorizado, proporcional al crecimiento de la población. Este aumento del tráfico ha dado lugar a un aumento de la contaminación y la congestión del tráfico.
Los estudios realizados en 1986 concluyeron que era necesario crear un sistema de tránsito subterráneo. La construcción de un sistema de transporte público en forma de metro fue confiada a la Empresa Regional de Metro de Esfahan (ERMC), transformada en la Organización Ferroviaria Urbana de Esfahan (EURO).
El metro de Isfahán ha estado en construcción desde junio de 2001. Consiste en una línea de 12.5 km entre el norte y el sur de la ciudad (entre las dos terminales de autobuses, la terminal de Kaveh en el norte y la terminal de Soffeh en el sur) y cuya construcción se lleva a cabo en dos fases. La primera es la construcción de la parte norte, normalmente terminada en 2007, y la segunda la construcción de la parte sur, iniciada en 2005. El sistema de transporte ferroviario de Isfahán podría complementarse con una línea suburbana para conectar Isfahán con el complejo industrial de Mobarakeh y la ciudad de Majlesi, al suroeste.
Isfahán también tiene una estación de ferrocarril, que forma parte de la red ferroviaria iraní y que es la terminal de la línea Teherán-Qom-Ispahán, así como un aeropuerto internacional, el Aeropuerto Internacional Shahid Beheshti (Código IFN).

## Galería

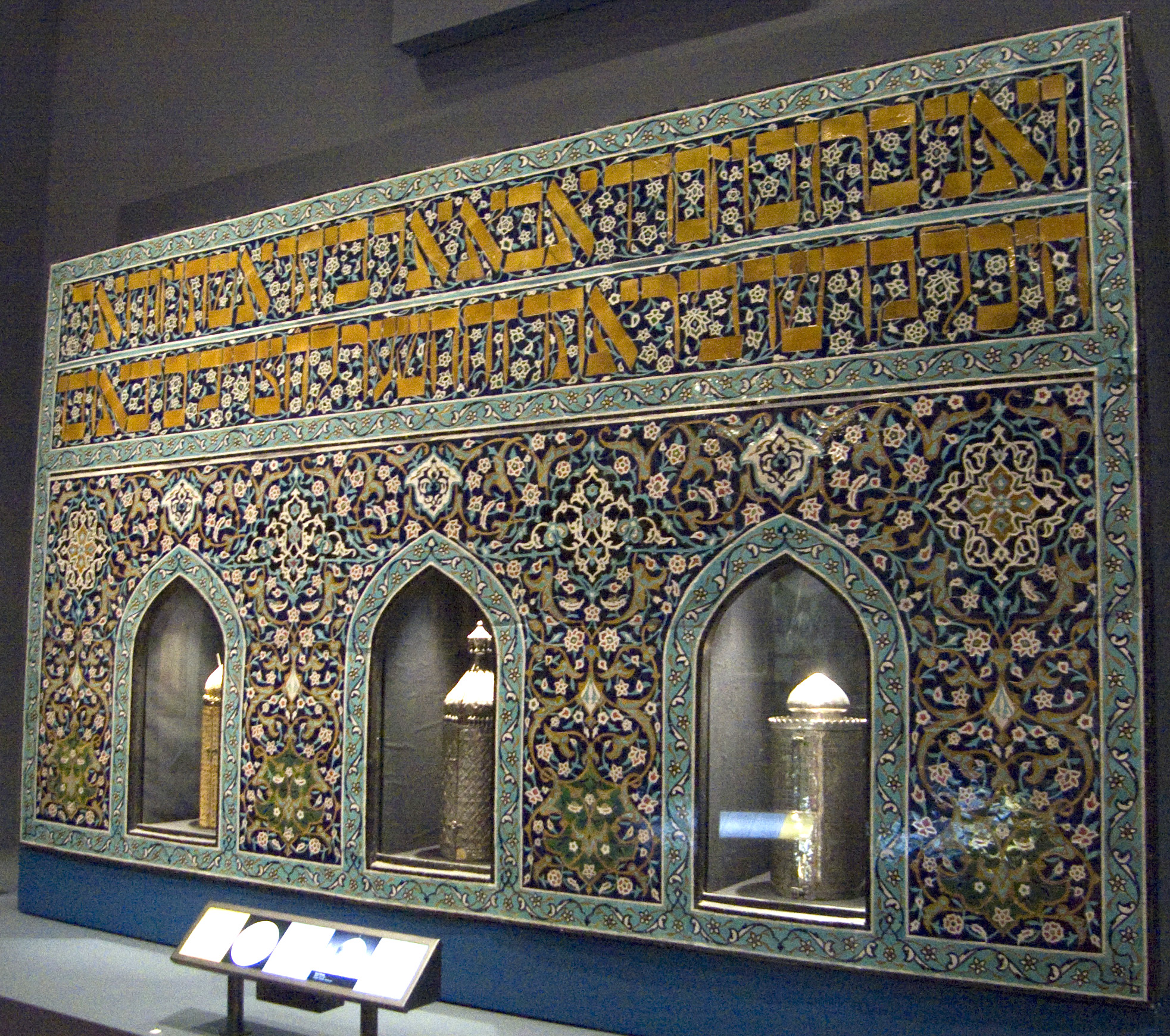
Hejal de la Sinagoga de Isfahán, Persia del siglo XVI.
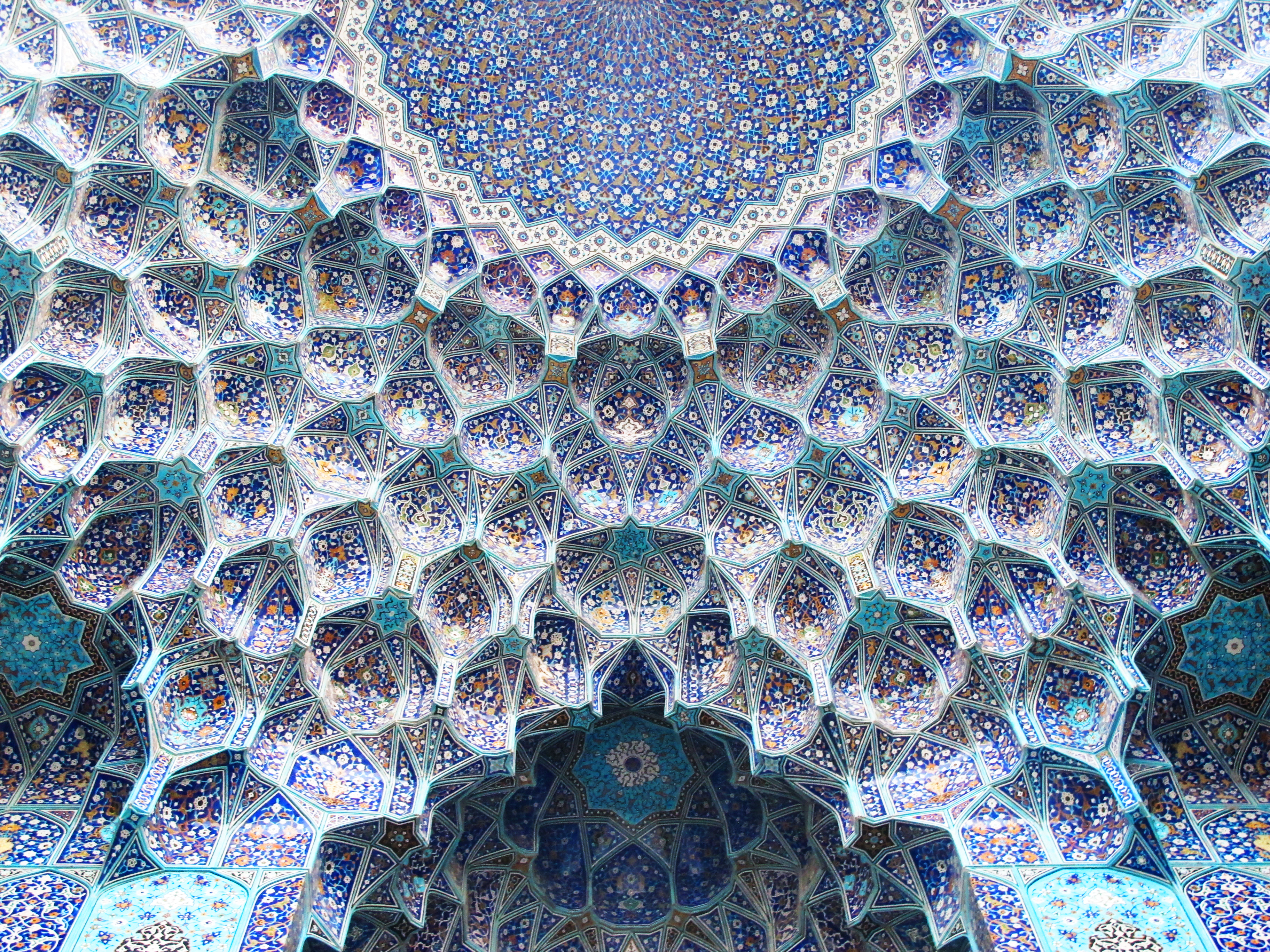
Iwán de la Mezquita del Imam Jomeiní
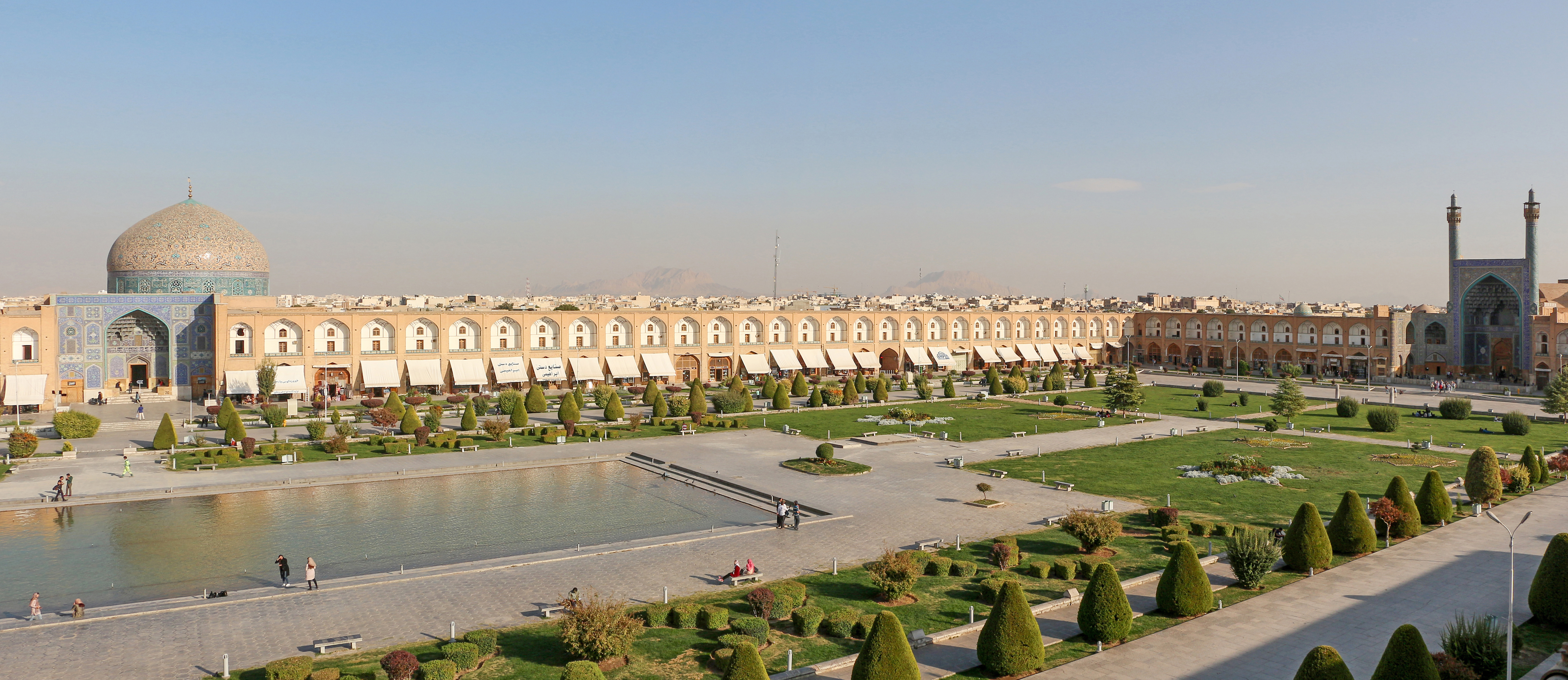
Naqsh-e Yahán
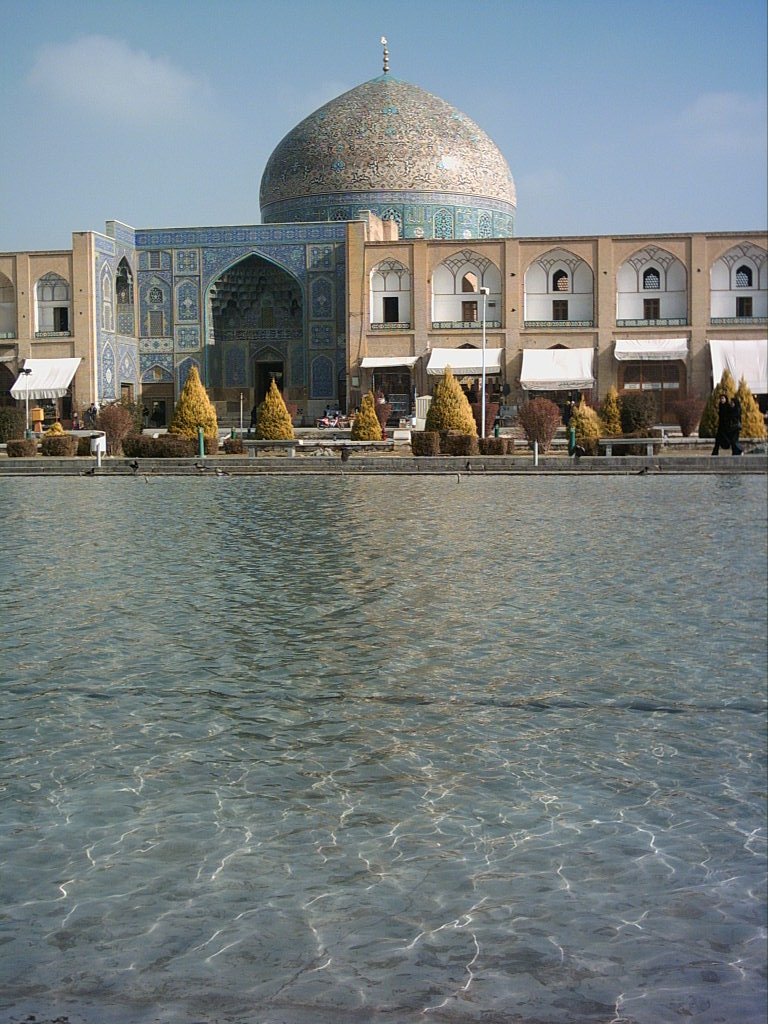
Mezquita del jeque Lotf Allah
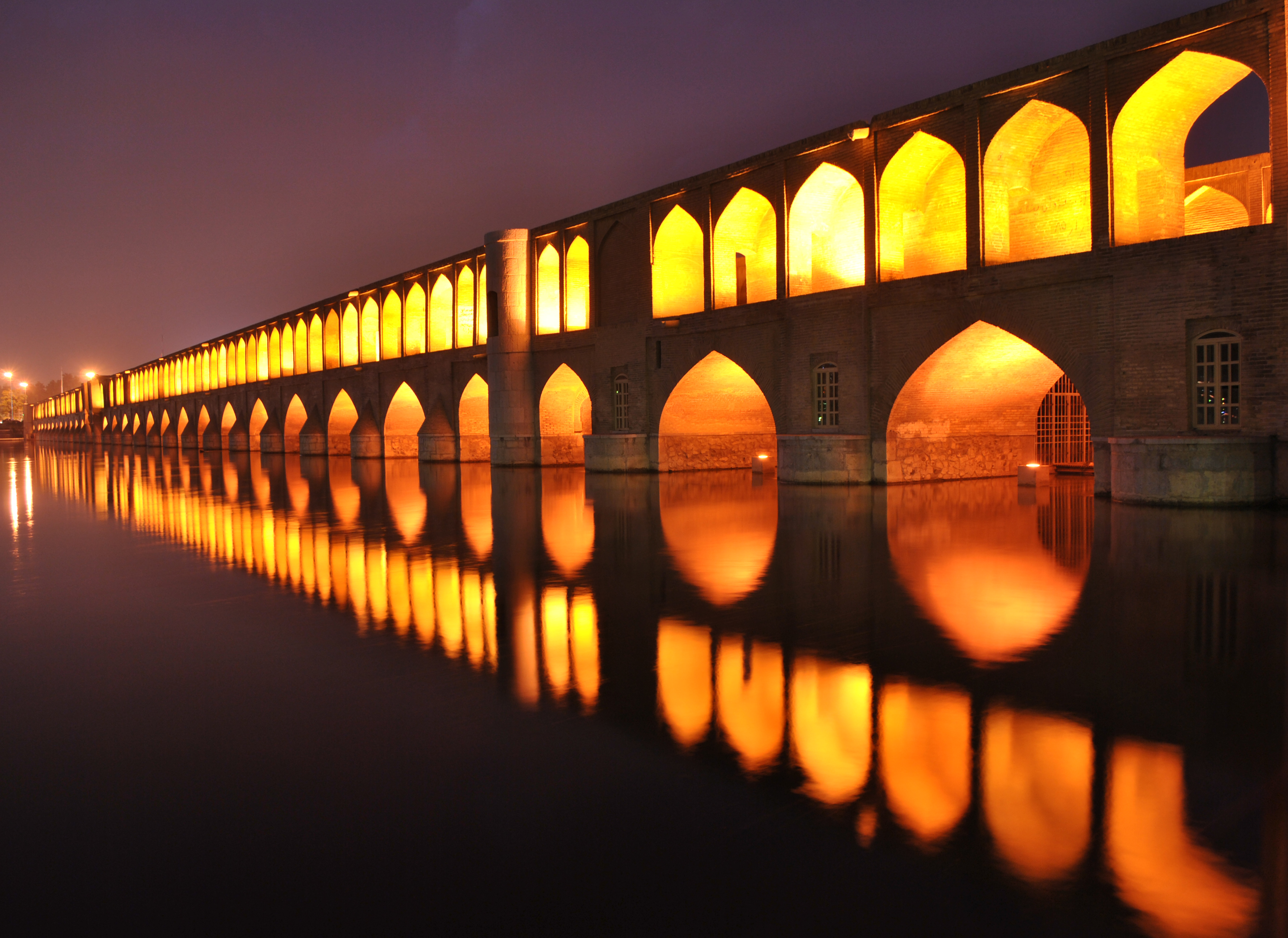
El puente Si-o-se-Pol o puente de los 33 arcos, iluminado de noche
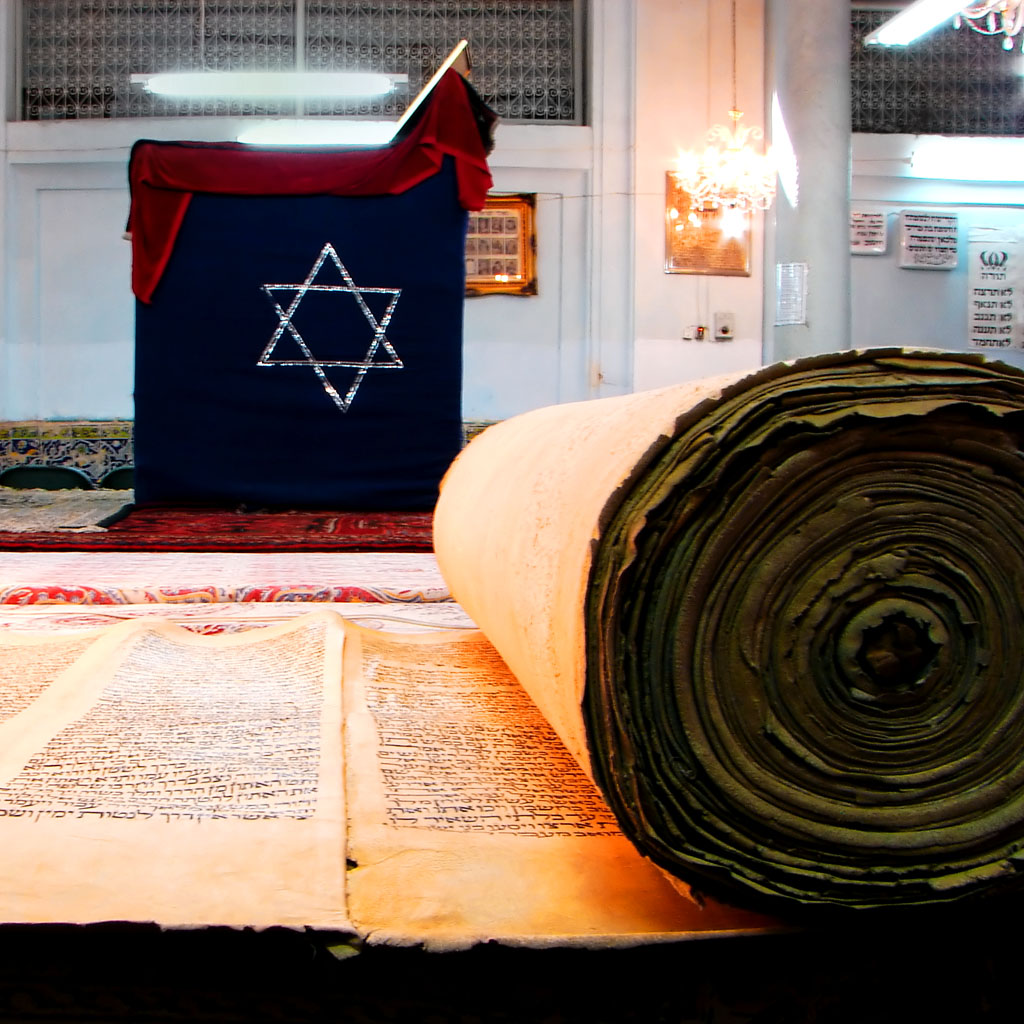
Sinagoga «Mollah Yacub»
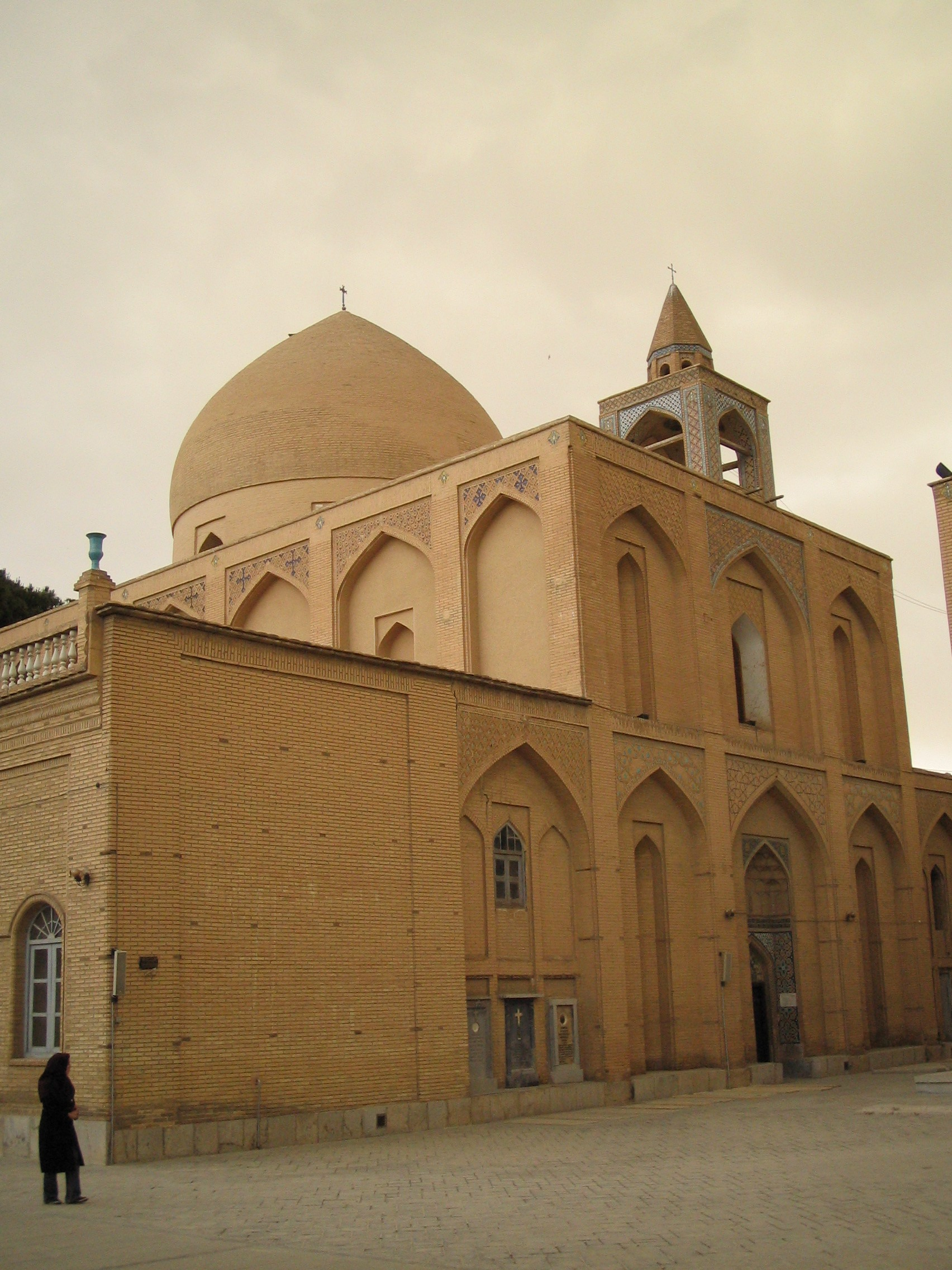
Catedral de San Salvador, también llamada Kelisa-e Vank
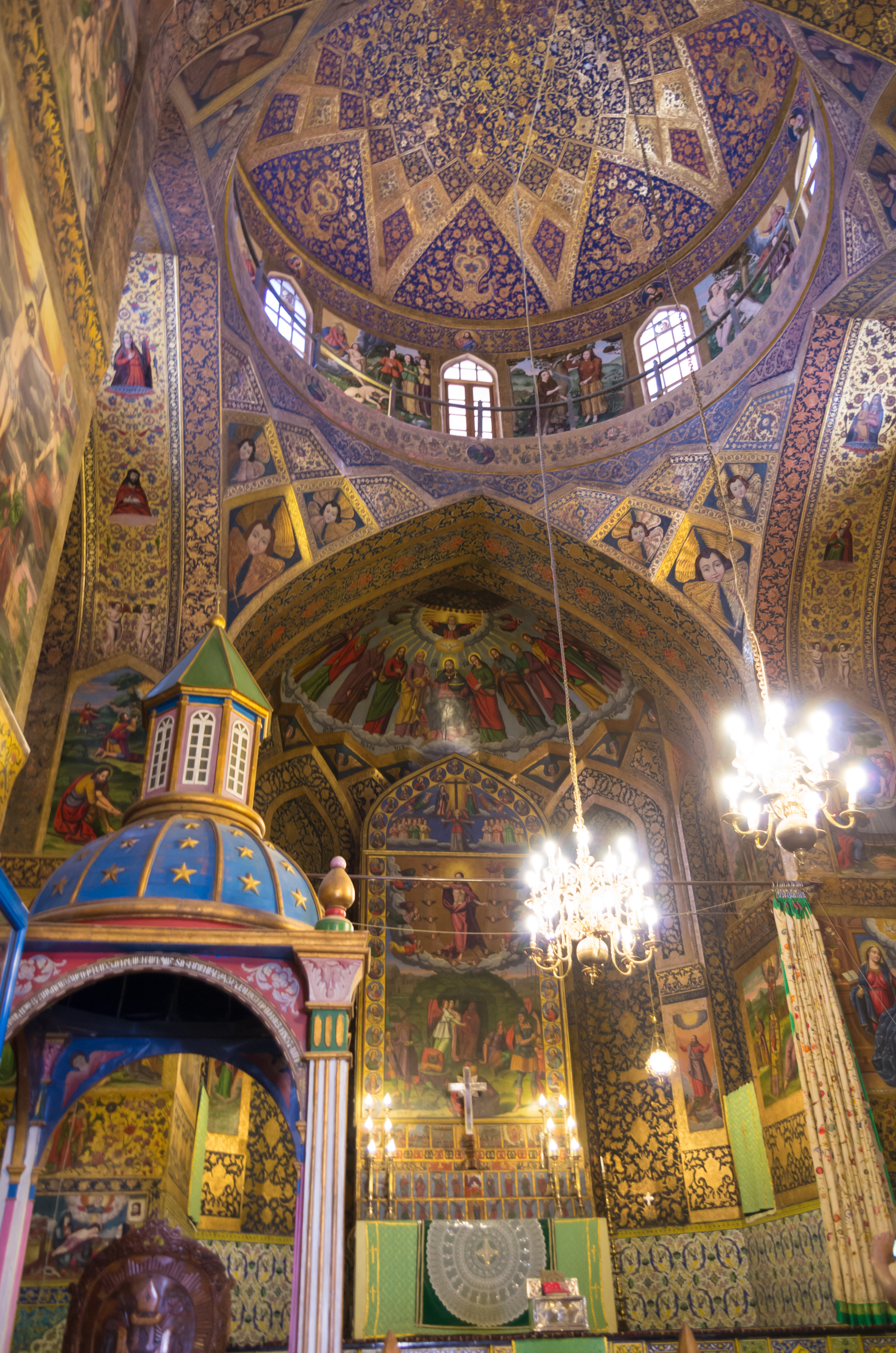
Interior de la catedral de San Salvador

## Ciudades hermanadas
- Barcelona
- El Cairo
- Ereván
- Estambul
- Florencia
- Friburgo de Brisgovia
- Iași
- Kuala Lumpur
- Maracaibo
- San Petersburgo